# Блейдс, Кёртис
Кёртис Лайонелл Блейдс (англ. Curtis Lionell Blaydes; род. 18 февраля 1991, Нейпервилл) — американский боец смешанного стиля, представитель тяжёлой весовой категории. Выступает на профессиональном уровне начиная с 2014 года, известен по участию в турнирах бойцовской организации UFC.
Занимает 4 строчку официального рейтинга  UFC в тяжёлом весе.

## Биография
Кёртис Блейдс родился 18 февраля 1991 года в городе Нейпервилле, штат Иллинойс. Имеет четверых братьев и сестёр, детство провёл в окрестностях Чикаго.
Во время учёбы в средней школе начал серьёзно заниматься борьбой, успешно выступал на школьных соревнованиях, в частности на последнем курсе стал чемпионом штата, одержав в общей сложности 44 победы и не потерпев при этом ни одного поражения. Всего же за четыре года обучения выиграл на студенческом уровне 95 поединков и проиграл лишь 18, в том числе установил рекорд школы по количеству проведённых тейкдаунов (121). Помимо этого, школьником играл в футбол на позиции защитника.
Продолжил заниматься борьбой в Университете Северного Иллинойса, а позже, имея рекорд 19-2, перевёлся оттуда в Колледж Харпер, где так же стал членом студенческой борцовской команды. В 2012 году выигрывал национальный чемпионат NJCAA в тяжёлой весовой категории, но колледж так и не окончил, решив посвятить себя смешанным единоборствам. В течение некоторого времени выступал в любительском ММА, одержав здесь восемь побед без единого поражения, затем перешёл в профессионалы. Прежде чем начать зарабатывать в единоборствах, подрабатывал охранником в ночном клубе.

### Начало профессиональной карьеры
Дебютировал в смешанных единоборствах на профессиональном уровне в мае 2013 года, выиграв у своего соперника техническим нокаутом менее чем за две минуты. Первое время выступал в Чикаго в местном промоушене Xtreme Fighting Organization, позже дрался в ещё нескольких небольших американских организациях, таких как SCS, RDMMA и RFA — во всех случаях неизменно выходил из поединков победителем.

### Ultimate Fighting Championship
Имея в послужном списке пять побед и ни одного поражения, Блейдс привлёк к себе внимание крупнейшей бойцовской организации мира Ultimate Fighting Championship и в 2016 году подписал с ней долгосрочный контракт. В дебютном поединке в октагоне встретился с представителем Франции Франсисом Нганну и проиграл ему техническим нокаутом — из-за полученных повреждений не смог выйти на третий раунд. Тем не менее, спустя несколько месяцев одержал и первую победу в UFC, взяв верх над Коди Истом — при этом заработал бонус за лучшее выступление вечера.
В феврале 2017 года одолел соотечественника Адама Милстеда — в начале второго раунда тот получил травму колена и не мог больше драться. Однако вскоре стало известно, что в его допинг-пробе были обнаружены следы марихуаны — в результате бойца отстранили от соревнований сроком на 90 дней и назначили ему штраф в размере одной тысячи долларов, а результат боя с Милстедом отменили.
После истечения срока дисквалификации Кёртис Блейдс успешно вернулся в бои, выиграв единогласным решением судей у поляка Данеля Омеляньчука и техническим нокаутом у россиянина Алексея Олейника. В поединке с Олейником Блейдс нанёс запрещённый удар ногой по лежачему сопернику, однако удар пришёлся мимо цели (лишь слегка задел ухо) и не нанёс какого-либо урона, поэтому боец не был никак наказан за это действие. Олейник на тот момент уже получил значительные повреждения, и врач запретил ему продолжать поединок.
На февраль 2018 года был запланирован бой между Блейдсом и новозеландским тяжеловесом Марком Хантом. В этом поединке Блейдс одержал победу решением судей и соответственно поднялся в рейтинге.
В главном бою вечера UFC on ESPN+ 24 (UFC Fight Night 166): Blaydes vs. Dos Santos, который прошёл 26 января 2020 года. Блейдс сумел нокаутировать ветерана Джуниора Дос Сантоса вопреки прогнозам экспертов о возможной победе сабмишеном или вовсе поражении бывшему чемпиону UFC.

## Статистика в профессиональном ММА
| Боёв 25         | Побед 19 | Поражений 5 |
| --------------- | -------- | ----------- |
| Нокаутом        | 13       | 5           |
| Решением        | 6        | 0           |
| Не состоявшихся | 1        | 1           |

| Результат    | Рекорд   | Соперник              | Способ                  | Турнир                                      | Дата             | Раунд | Время | Место                  | Примечание                                                                                     |
| ------------ | -------- | --------------------- | ----------------------- | ------------------------------------------- | ---------------- | ----- | ----- | ---------------------- | ---------------------------------------------------------------------------------------------- |
| Победа       | 19-5 (1) | Ризван Куниев         | Раздельное решение      | UFC on ABC: Хилл vs. Раунтри                | 22 июня 2025     | 3     | 5:00  | Баку, Азербайджан      |                                                                                                |
| Поражение    | 18-5 (1) | Том Аспиналл          | KO (удары)              | UFC 304                                     | 27 июля 2024     | 1     | 1:00  | Англия, Манчестер      | Бой за пояс временного чемпиона UFC в тяжёлом весе                                             |
| Победа       | 18-4 (1) | Жаилтон Алмейда       | TKO (удары)             | UFC 299                                     | 9 марта 2024     | 2     | 0:36  | Майами, Флорида, США   | Выступление вечера.                                                                            |
| Поражение    | 17-4 (1) | Сергей Павлович       | TKO (удары)             | UFC Fight Night: Павлович vs. Блейдс        | 22 апреля 2023   | 1     | 3:08  | Лас-Вегас, США         |                                                                                                |
| Победа       | 17-3 (1) | Том Аспиналл          | TKO (травма ноги)       | UFC Fight Night: Блейдс vs. Аспиналл        | 23 июля 2022     | 1     | 0:15  | Большой Лондон, Англия |                                                                                                |
| Победа       | 16-3 (1) | Крис Докас            | TKO (удары)             | UFC on ESPN: Блейдс vs. Докас               | 26 марта 2022    | 2     | 0:17  | Колумбус, США          | "Лучшее выступление вечера".                                                                   |
| Победа       | 15-3 (1) | Жаирзиньо Розенстрайк | Единогласное решение    | UFC 266                                     | 25 сентября 2021 | 3     | 5:00  | Лас-Вегас, США         |                                                                                                |
| Поражение    | 14-3 (1) | Деррик Льюис          | KO (удар рукой)         | UFC Fight Night: Блейдс vs. Льюис           | 20 февраля 2021  | 2     | 1:26  | Лас-Вегас, США         |                                                                                                |
| Победа       | 14-2 (1) | Александр Волков      | Единогласное решение    | UFC on ESPN: Blaydes vs. Volkov             | 20 июня 2020     | 5     | 5:00  | Лас-Вегас, США         |                                                                                                |
| Победа       | 13-2 (1) | Жуниор дус Сантус     | TKO (удары руками)      | UFC Fight Night: Blaydes vs. dos Santos     | 25 января 2020   | 2     | 1:06  | Роли, США              |                                                                                                |
| Победа       | 12-2 (1) | Шамиль Абдурахимов    | TKO (удары)             | UFC 242                                     | 7 сентября 2019  | 2     | 2:22  | Абу-Даби, ОАЭ          |                                                                                                |
| Победа       | 11-2 (1) | Джастин Уиллис        | Единогласное решение    | UFC Fight Night: Thompson vs. Pettis        | 23 марта 2019    | 3     | 5:00  | Нашвилл, США           |                                                                                                |
| Поражение    | 10-2 (1) | Франсис Нганну        | TKO (удар рукой)        | UFC Fight Night 141 Blaydes vs. Ngannou 2   | 24 ноября 2018   | 1     | 0:44  | Пекин, Китай           | Выступление вечера.                                                                            |
| Победа       | 10-1 (1) | Алистар Оверим        | TKO (удары локтями)     | UFC 225                                     | 9 июня 2018      | 3     | 2:56  | Чикаго, США            |                                                                                                |
| Победа       | 9-1 (1)  | Марк Хант             | Единогласное решение    | UFC 221                                     | 11 февраля 2018  | 3     | 5:00  | Перт, Австралия        |                                                                                                |
| Победа       | 8-1(1)   | Алексей Олейник       | TKO (остановлен врачом) | UFC 217                                     | 4 ноября 2017    | 2     | 1:56  | Нью-Йорк, США          |                                                                                                |
| Победа       | 7-1(1)   | Даниэль Омельянчук    | Единогласное решение    | UFC 213                                     | 8 июля 2017      | 3     | 5:00  | Лас Вегас, США         |                                                                                                |
| Не состоялся | 6-1(1)   | Адам Милстед          | NC (результат отменён)  | UFC Fight Night: Bermudez vs. Korean Zombie | 4 февраля 2017   | 2     | 0:59  | Хьюстон, США           | Блейдс выиграл техническим нокаутом, но из-за проваленного допинг-теста результат был отменён. |
| Победа       | 6-1      | Коди Ист              | TKO (удары локтями)     | UFC Fight Night: Lineker vs. Dodson         | 1 октября 2016   | 2     | 2:02  | Портленд, США          | Лучшее выступление вечера.                                                                     |
| Поражение    | 5-1      | Франсис Нганну        | TKO (остановлен врачом) | UFC Fight Night: Rothwell vs. dos Santos    | 10 апреля 2016   | 2     | 5:00  | Загреб, Хорватия       |                                                                                                |
| Победа       | 5-0      | Луис Кортес           | TKO (удары руками)      | RFA 35: Moises vs. Castillo                 | 19 февраля 2016  | 3     | 0:41  | Орем, США              |                                                                                                |
| Победа       | 4-0      | Аллен Кроудер         | TKO (удары руками)      | RDMMA: Battle in the South 10               | 10 апреля 2015   | 2     | N/A   | Уилмингтон, США        |                                                                                                |
| Победа       | 3-0      | Бред Фэйлор           | TKO (удары руками)      | SCS 23: Redemption                          | 15 ноября 2014   | 2     | 0:45  | Хинтон, США            |                                                                                                |
| Победа       | 2-0      | Уильям Бэптист        | TKO (удары руками)      | XFO 53                                      | 11 октября 2014  | 1     | 2:14  | Чикаго, США            |                                                                                                |
| Победа       | 1-0      | Лоренцо Худ           | TKO (остановлен врачом) | XFO 51                                      | 31 мая 2014      | 1     | 1:42  | Чикаго, США            |                                                                                                |